# Галерея канадского искусства МакМайкл
Галерея канадского искусства МакМайкл  (англ. McMichael Canadian Art Collection ) — художественная галерея в деревне Клейнбург в провинции Онтарио, (Канада), к северо-западу от Торонто.
Галерея МакМайкл является единственной общедоступной художественной галереей в Канаде в которой представлено исключительно канадское искусство. В коллекции представлено более 5000 работ (более 70 % из которых были подарены музею меценатами). Коллекция включает в себя картины Тома Томсона, «Группы семи» и их современников. В коллекции также широко представлено индейское и эскимосское искусство. Коллекция продолжает пополняться произведениями современных канадских художников.
Галерея даёт возможность своим гостям не только полюбоваться пейзажами на картинах канадских художников, но и увидеть красоту окружающего леса, насладиться прекрасным видом на реку Хамбер. Основателями, вдохновителями и спонсорами этого уникального выставочного комплекса были супруги Роберт и Сигне МакМайкл.
На территории галереи похоронен канадский художник Александер Джексон.